# Diporula verrucosa
Diporula verrucosa är en mossdjursart som först beskrevs av Peach 1868.  Diporula verrucosa ingår i släktet Diporula och familjen Microporellidae. Inga underarter finns listade i Catalogue of Life.